# Марі Дресслер
Лейла Марі Кербер, відома як Марі́ Дре́сслер (англ. Marie Dressler, 9 листопада 1868 — 28 липня 1934) — канадо-американська акторка театру і кіно, мемуаристка. У 1914 році зіграла в першому повнометражному комедійному фільмі, в 1931 удостоєна премії «Оскар» за найкращу жіночу роль.

## Життєпис
Народилась у канадському місті Кобург 9 листопада 1868 року в родині австрійця Олександра Рудольфа Кьорбера, колишнього офіцера в Кримській війні, та музикантки Анни Гендерсон. В дитинстві Марі співала в англіканській церкві Святого Петра, де її батько був органістом. За її словами, в її дитинстві сім'я регулярно переїжджала і зрештою осіла в США, де батько працював учителем фортепіано з кінця 1870-х до початку 1880-х в Бей-Сіті (Мічиган), Фіндлі (Огайо) і Сагіно, (Мічиган).
Марі Дресслер померла від раку в суботу 28 липня 1934 року у віці 65 років в містечку Санта-Барбара, Каліфорнія. Похована на кладовищі Форест-Лаун у Гліндейлі.

## Кар'єра
Акторський талант Марі Кербер проявила ще у дитячому віці, а сценічну кар'єру почала в 14 років, представивишись 18-річною. Вона отримувала від 6 до 8 доларів за тиждень, половину надсилаючи матері. Саме в цей час Марі Кербер взяла ім'я тітки Дресслер як сценічний псевдонім.
Марі Дресслер приєднується до компанії Опера Роберта Грау, яка теж гастролювала Середнім Заходом, і отримала підвищення заробітної плати до $8 за тиждень, хоча Дресслер стверджує, що не отримувала жодної заробітної плати. Опинившись у Філадельфії, приєднується до оперної трупи як учасниця хору.
Дресслер покинула оперну трупу і повернулася до батьків у Сагіно, але коли опера Беннетта і Мултона приїхала в місто, приєднується до них. Вона виступає з трупою три роки до 1891, знову на дорозі, граючи ролі в оперетах. Вона переїхала в Чикаго і брала участь у спектаклях «Маленький Робінзон Крузо» і «Тар і татарин». Після завершення турне переїхала до Нью-Йорку.
У 1892 році Дресслер дебютувала на Бродвеї, у виставі «Вальдемар, розбійник Рейну», який тривав протягом п'яти тижнів. Спочатку вона мріяла стати оперною співачкою, але врешті зупинилася на водевілі. У 1893 році Дресслер виступала в ролі герцогині у спектаклі «Принцеса нікотину», де зустрілася і подружилася із співачкою Ліліан Расселл. Дресслер почала отримувати 50 доларів на тиждень.
У 1896 році Дресслер грає свою першу головну роль як Фло у спектаклі «Леді работоргівка» в Театрі Казино на Бродвеї з британським танцюристом Дені Дейлі. Це був великий успіх протягом двох років у цьому театрі, який дозволив їй придбати будинок для батьків на Лонг-Айленді.
На початку 1900-х років Марі Дресслер вже була однією із найяскравіших зірок у водевілях. У 1900 році вона створила власну театральну трупу, що виступала з виставою «Міс Пріннт» у містах північного сходу Америки. Але турне виявилося провальним і Дресслер була змушена оголосити банкрутство.
1902 року Марі Дресслер познайомилася з молодим канадським актором Маком Сеннетом та допомогла йому отримати роботу в театрі. Заснувавши вдасну кіностудію, Сеннет запросив Дресслер на роль Тіллі Бенкс у своєму фільмі «Перерваний роман Тіллі» (1914). У наступні чотири роки вона з'явилась у ще кількох фільмах, а потім повернулась до гри у водевілях.
У 1904 році Дресслер підписала трирічний контракт на 5 тисяч доларів з Вебером та управлінням Мюзик-холлу, виконуючи головні ролі в «Хіггелді Піггелді» і «Твіддлі Тведдлі». Після завершення контракту виступала в Нью-Йорку, Бостоні й інших містах. Дресслер була відома повною фігурою, важачи 91 кг при зрості 1,70 мф.
У 1907 Марі Дресслер зустріла Джима Далтона, з яким переїхала до Лондона. Виступала в Палацовому Театрі за 1500 доларів за тиждень. Після цього успіху вона планувала знімати шоу у «Вест-Енді». Повернулася з Далтоном у Нью-Йорк, після чого вдруге оголосила про банкрутство.

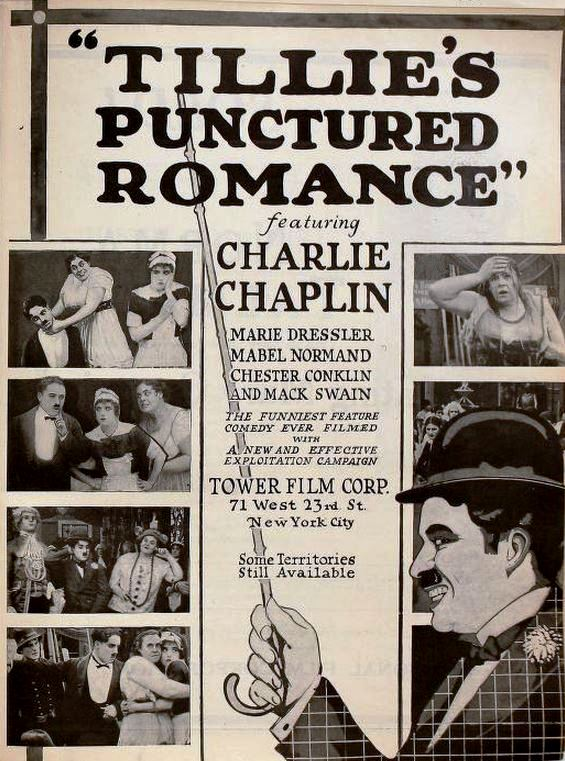
Постер до фільму Перерваний роман Тіллі

Дресслер повернулася на сцену Бродвею в шоу «Хлопець і дівчина», яке, однак, тривало лише кілька тижнів. Після цього вона переїхала в Атлантик-Сіті на літо. Восени 1909 року Дресслер почала виступати в новому спектаклі «Кошмари Тіллі». Вистава гастролювала в Олбані, Чикаго, Канзас-Сіті і Філадельфії і була провалена.
Дресслер продовжувала працювати в театрі протягом 1910-х і мала турне США під час Першої світової війни, продаючи державні облігації і розважаючи Американські Експедиційні Сили. Після війни Дресслер повернулася в Нью-Йорк, а також гастролювала в Клівленді і Буффало. Вона володіла правами на сценарій п'єси «Кошмари Тіллі», на основі якого в 1914 році був знятий фільм «Перерваний роман Тіллі».

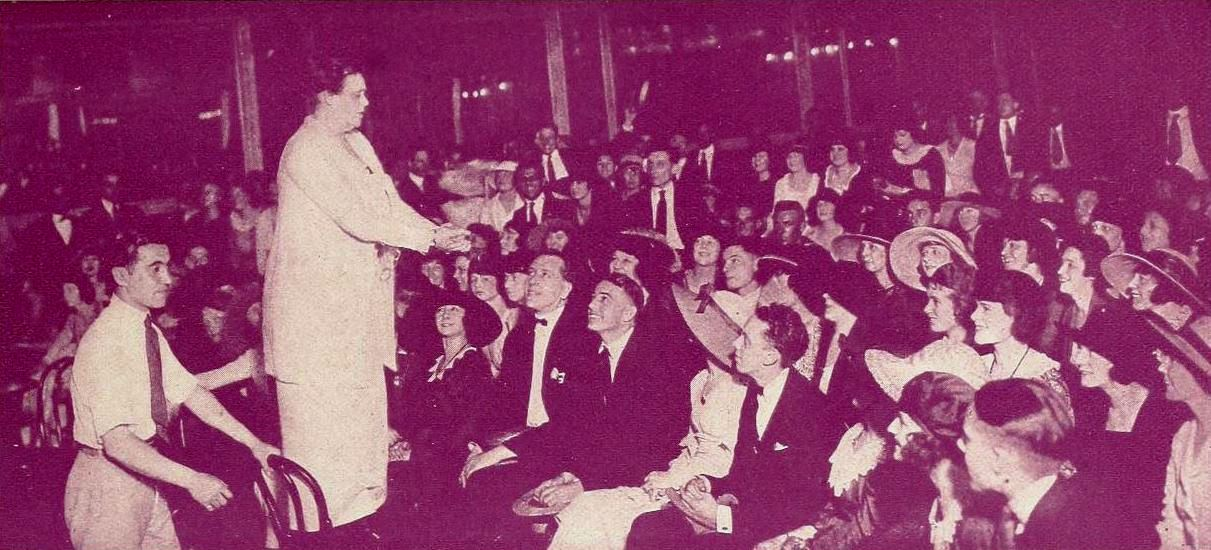
Марі Дресслер промовляє під час акторського страйку 1919 року

У 1919 році після акторського страйку у Нью-Йорку Дресслер призначена першим президентом Акторської асоціації.
У 1927 році Дресслер, яка провадила жорстку позицію у багатьох акторських виступах, внесли до чорного списку театральних продюсерів. Але у неї залишилось багато прихильників, серед яких був власник «MGM» Луїс Маєр, який допоміг Дресслер у 1927 поновити її кінокар'єру. 60-річна Дресслер швидко досягла успіху як кіноакторка у комедіях.
На початку 1930 року Дресслер приєдналася до театральної трупи в Лос-Анджелесі, де грала принцесу у виставі «Лебідь» Ференца Мольнара. Але через тиждень вона залишила трупу.

### Кінокар'єра

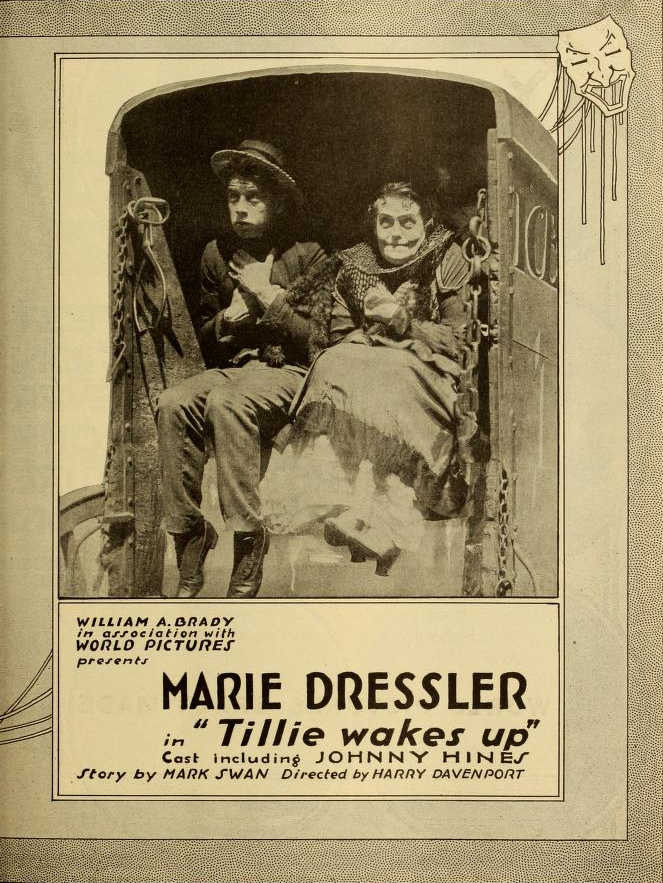
Марі Дресслер у фільмі Тіллі прокидається

Марі Дресслер дебютувала в кіно у художньому фільмі 1914 року «Перерваний роман Тіллі» у 44-річному віці. Фільм мав бути першою повнометражною кінокомедією на шість котушок. Сеннет передбачив кошторис на суму 200 000 доларів, що означало потребу в «зірці, чиє ім'я та обличчя щось означає для кожного можливого театрала в США і Британській імперії». «Перерваний роман Тіллі» був хітом в аудиторії, але Дресслер не з'явилася у двох сиквелах Тіллі та інших комедіях до 1918 року, повернувшись у водевіль.
Марі Дресслер повернулася на екран у 1927 році за сприяння впливу у MGM сценариста Metro-Goldwyn-Mayer Френсіса Маріона, якого вона зустріла в турі 1925 року.
Крім комедійних, Дресслер зіграла кілька ролей у серйозних картинах, як-от роль Мін Дівот у фільмі «Мін і Білл» (1930). Ця робота стала однією з найуспішніших у кар'єрі Дресслер та принесла їй премію «Оскар» за найкращу жіночу роль. Через рік вона знов стала номінанткою на премію «Оскар» за роль у фільмі «Емма» (1932).
7 серпня 1933 року Марі Дресслер стала першою жінкою, чиє фото було опубліковане на обкладинці журналу «Тайм». Попри успіх, у 1933 році її кар'єра несподівано закінчилась, після діагностування в неї раку.
Дресслер з'явилася в понад 40 фільмах, досягши найбільшого успіху у звукових картинах, створених протягом останніх років її життя. Наприкінці свого життя Дресслер написала автобіографію «Біографія гидкого каченяти».

## Спадщина
За свій внесок у кіномистецтво Марі Дресслер отримала зірку на Голівудській Алеї зірок. Кожного року у її рідному місті Кобург проводиться кінофестиваль, присвячений їй. Пошта Канади в рамках своєї серії «Канада в Голлівуді» випустила 30 червня 2008 поштову марку на честь Марі Дресслер.

## Вибрана фільмографія
| Рік  | Українська назва             | Оригінальна назва             | Роль                       |
| ---- | ---------------------------- | ----------------------------- | -------------------------- |
| 1914 | Перерваний роман Тіллі       | Tillie's Punctured Romance    | Тіллі Банкс                |
| 1915 | Томатний сюрприз Тіллі       | Tillie's Tomato Surprise      | Тіллі Банкс                |
| 1917 | Звільнений                   | Fired                         |                            |
| 1917 | Низькоросла леді             | The Scrub Lady                | Тіллі                      |
| 1917 | Тіллі просинається           | Tillie Wakes Up               | Тіллі Тінкелпоу            |
| 1918 | Медсестра червоного хреста   | The Red Cross Nurse           |                            |
| 1918 | Агонії Агнеси                | The Agonies of Agnes          |                            |
| 1927 | Щаслива дівчина              | The Joy Girl                  | місіс Хіт                  |
| 1927 | Каллахан і Мерфі             | The Callahans and the Murphys | місіс Каллаган             |
| 1927 | Сніданок на світанку         | Breakfast at Sunrise          | королева                   |
| 1928 | Патсі                        | The Patsy                     | Ма Гаррінгтон              |
| 1928 | Виховуючи батька             | Bringing Up Father            | Енні Мур                   |
| 1929 | Закоханий волоцюга           | The Vagabond Lover            | місіс Етель Берта Вайтголл |
| 1929 | Небезпечні жінки             | Dangerous Females             | Сара Баском                |
| 1929 | Голлівудське рев'ю 1929 року | Hollywood Revue of 1929       |                            |
| 1929 | Божественна леді             | The Divine Lady               | місіс Гарт                 |
| 1930 | Марш часу                    | The March of Time             |                            |
| 1930 | Анна Крісті                  | Anna Christie                 | Марта Овенс                |
| 1930 | Дозволь нам бути веселими    | Let Us Be Gay                 | місіс Бойккіколт           |
| 1930 | Раптово спійманий            | Caught Short                  | Марі Джонс                 |
| 1930 | Одна романтична ніч          | One Romantic Night            | принцеса Беатріс           |
| 1930 | Дівчина, яка говорить «ні»   | The Girl Said No              | Гетті Браун                |
| 1930 | У гонитві за веселкою        | Chasing Rainbows              | Бонні                      |
| 1930 | Мін і Білл                   | Min and Bill                  |                            |
| 1931 | Політика                     | Politics                      | Гатті Барнс                |
| 1931 | Скорочення                   | Reducing                      |                            |
| 1932 | Процвітання                  | Prosperity                    | Меггі Воррен               |
| 1932 | Емма                         | Emma                          | Емма Тетчер Сміт           |
| 1933 | По дорозі до Голлівуду       | Going Hollywood               |                            |
| 1933 | Обід о восьмій               | Dinner at Eight               | Карлотта Венс              |
| 1933 | Буксирщиця Енні              | Tugboat Annie                 | Енні Бреннан               |
| 1933 | Крістофер Бін                | Christopher Bean              | Еббі                       |